# Mount Crawford (Virginie)
Pour les articles homonymes, voir Mount Crawford.
Mount Crawford est une municipalité américaine située dans le comté de Rockingham en Virginie.
Selon le recensement de 2010, Mount Crawford compte 433 habitants. La municipalité s'étend alors sur une superficie de 0,5 mille carré (1,29 km2) dont 0,02 mille carré (0,05 km2) d'étendues d'eau.